# Изумрудные попугаи
Изумрудные попугаи (лат. Enicognathus) — род птиц семейства попугаевых.

## Внешний вид
Клюв очень длинный и узкий, хвост ступенчатый, заострённый, длинный и клинообразный. Длинные крылья заострены. Ноги очень сильные; пальцы с сильно загнутыми когтями.

## Содержание
Неприхотливы к условиям домашнего содержания и долго могут жить в неволе.

## Классификация
Род включает в себя 2 вида:
- Изумрудный попугай (Enicognathus ferrugineus)
- Длинноклювый изумрудный попугай (Enicognathus leptorhynchus)